# 船尾座V336
船尾座V336，又名CD-40 3776，HD 66624、SAO 219339、HR 3162，是船尾座的一颗恒星，视星等为5.52，位于銀經257.01，銀緯-5.53，其B1900.0坐标为赤經7h 59m 18.4s，赤緯-41° -5.53′ 47″。